# Smålands runinskrifter 89

Runinskrift Sm 89 är en runsten i Repperda, Alseda socken, Vetlanda kommun i Småland.

## Runstenen
Stenen står vid Repperda Skattegård i Repperda by, placerad söder om och vänd mot Riksväg 47 mellan Alseda och Kvillsfors. Platsen är troligen den ursprungliga (även om den enligt uppgift från 1883 skall varit vänd åt andra hållet), då vägen hade samma sträckning vid tiden för resandet. Sydväst om stenen ligger ett gravfält.
Stenen är 160 cm hög och 80 cm bred vid basen och avsmalnar uppåt. Inskriften är tydlig och runorna 8-17 cm höga. Ornamentiken utgörs av en runslinga med ett kors inuti.

## Inskriften

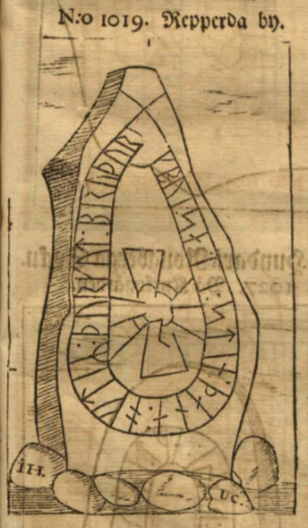
Runstenen Sm 89 avbildad som träsnitt i det runologiska bokverket Bautil, 1750.

Translitterering av runraden:
: bui : sati : stin : þana : eftiR : þurkut : bruþur :
Normalisering till fornöstnordiska:
Boi satti stæin þenna æftiR Þorgaut, broður.
Översättning till nusvenska:
Boe satte denna sten efter Torgöt, (sin) broder.

## Historia
Sm 89 omnämns för första gången i rannsakningarna 1667. Prosten Petrus Höök beskrev stenen på följande vis 1690: "Widh samma byy står een högh uprest Runsteen ofwan till spetzigh, ståendes der på, så wijda meeningen uthsökias kunnat, desse ordh: Thoor Torrgott reser steen åth Kebbo Bruder sinom."

## Namnen
Namnet Boe är känt från tre andra runinskrifter: Sö 148, U 476 och Ög 81. Det motsvarar den medeltida och senare formen Bo.